# Craigellachie (Schottland)
Craigellachie (gälisch: Creag Eileachaidh) ist ein Dorf in der schottischen Council Area Moray. Es liegt am Zusammenfluss der Flüsse Spey und Fiddich etwa drei Kilometer nordöstlich von Charlestown of Aberlour und 20 km südsüdöstlich von Elgin. Craigellachie bildet die südliche Grenze von Strathspey und gehörte zum Gebiet des Clans Grant, dessen Schlachtruf lautete: Stand fast Craigellachie!
Die Ortschaft liegt inmitten der bedeutenden Whiskyregion Speyside und beheimatet mit Craigellachie und Macallan zwei aktive Whiskybrennereien sowie die einzige Böttcherei Schottlands, die Speyside Cooperage. Aus diesem Grund ist Craigellachie auch eine der Stationen des Speyside Way.
Nahe Craigellachie wurde 2013 der Dandaleith Stone, ein piktischer Symbolstein aus dem 1. Jahrtausend, gefunden.
Craigellachie ist Namensgeber für die Stelle in Kanada, wo am 7. November 1885 durch Donald Smith der symbolische „Letzte Nagel“ (last spike) der transkanadischen Eisenbahn gesetzt wurde.

## Verkehr
Craigellachie liegt direkt an der A95, die Keith mit der bedeutenden A9 verbindet. Die zwischen 1812 und 1815 von Thomas Telford errichtete Craigellachie-Brücke stellte einst einen wichtigen Übergang über den Spey dar. Sie gehört zu den ältesten Eisenbrücken Schottlands. Im Jahre 1863 wurde Craigellachie ein Eisenbahnknoten, die Strecke wurde jedoch 1971 geschlossen.

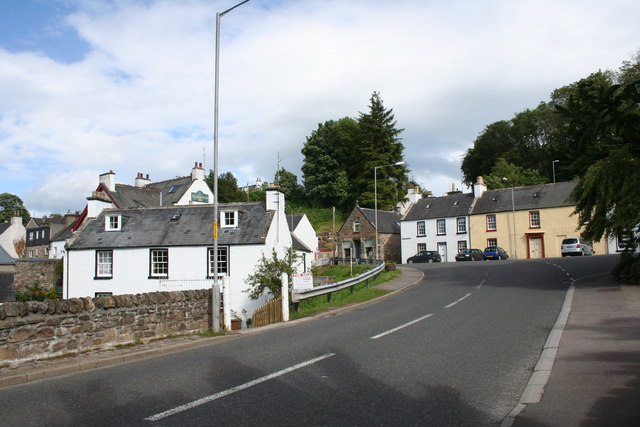
Gebäude in Craigellachie
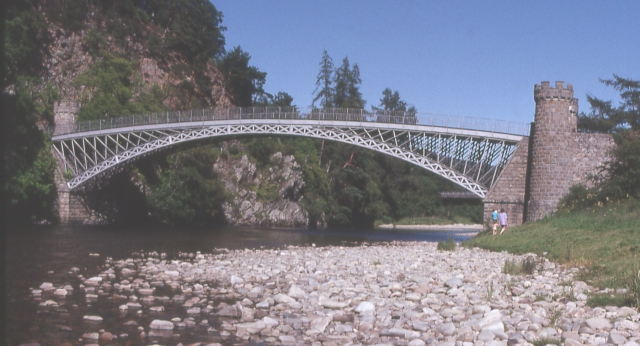
Craigellachie Bridge
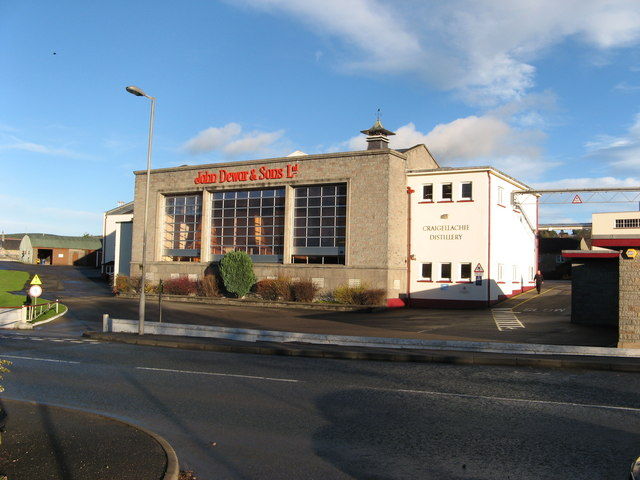
Craigellachie-Brennerei